# Cazarilh
Cazarilh (gaskognisch Casarilh) ist eine französische Gemeinde mit 58 Einwohnern (Stand 1. Januar 2022) im Département Hautes-Pyrénées in der Region Okzitanien; sie gehört zum Arrondissement Bagnères-de-Bigorre und zum Gemeindeverband Neste Barousse.

## Geografie
Die Gemeinde Cazarilh liegt in den Pyrenäen, 20 Kilometer südsüdwestlich der Stadt Saint-Gaudens an der Grenze zum Département Haute-Garonne. Die Grenze zu Spanien auf dem Pyrenäenhauptkamm befindet sich 13 Kilometer südöstlich von Cazarilh. Die Gemeinde nahe der N 125 besteht aus dem Dorf Cazarilh sowie wenigen Einzelgehöften. Weite Teile an den Berghängen sind bewaldet. Höchster Punkt der Gemeinde ist der Sommet d’Esclete.

## Geschichte
Funde aus gallo-römischer Zeit und ein Hügelgrab belegen eine frühe Besiedlung. Ein Ort Casaylhio wurde erstmals im Jahr 1387 im Kirchenregister von Comminges erwähnt. Im Mittelalter lag der Ort innerhalb der Grafschaft Barousse in der Region Armagnac, die ein Teil der Provinz Gascogne war. Die Gemeinde gehörte von 1793 bis 1801 zum District La Barthe. Zudem lag Cazarilh von 1793 bis 2015 im Kanton Mauléon-Barousse. Die Gemeinde ist seit 1801 dem Arrondissement Bagnères-de-Bigorre zugeteilt.

## Bevölkerungsentwicklung
| Jahr                       | 1962 | 1968 | 1975 | 1982 | 1990 | 1999 | 2006 | 2014 | 2020 |
| Einwohner                  | 81   | 65   | 50   | 48   | 39   | 32   | 37   | 50   | 53   |
| Quellen: Cassini und INSEE |      |      |      |      |      |      |      |      |      |

## Sehenswürdigkeiten
- Kirche'Saint-Martin
- Grotte von Soupène
- Denkmal für die Gefallenen[1]
- mehrere Wegkreuze

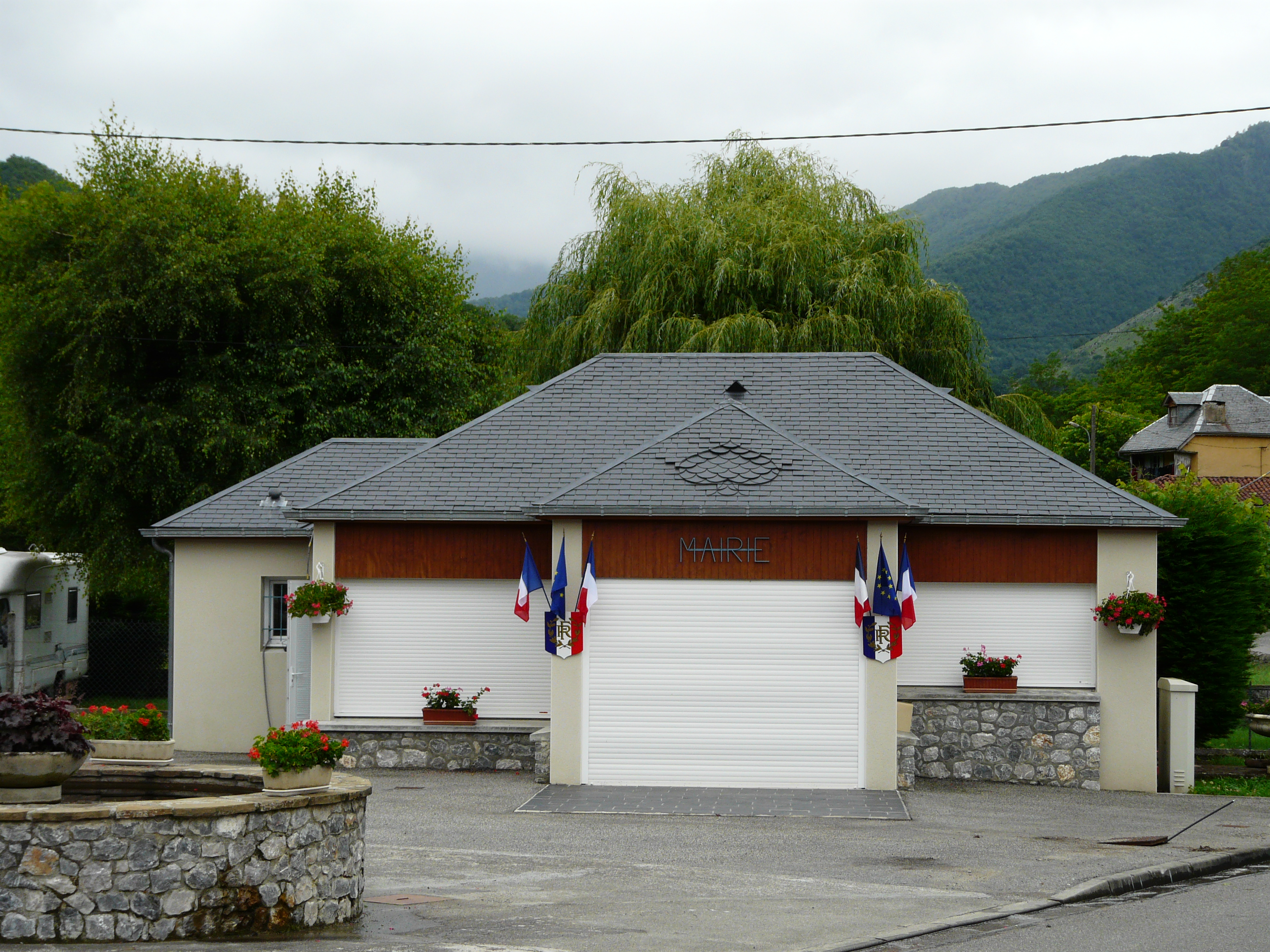
Rathaus (Mairie) von Cazarilh
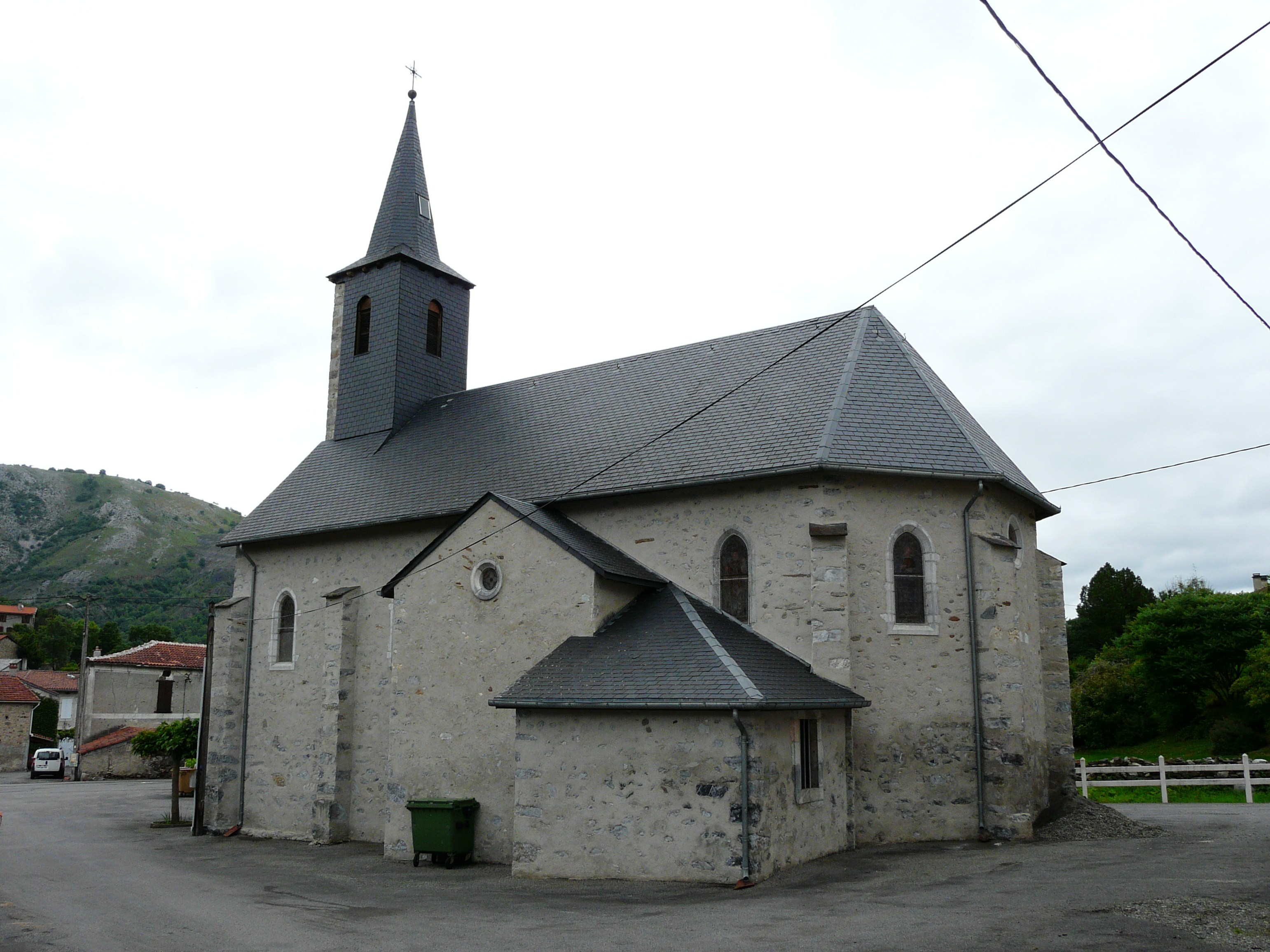
Kirche Saint-Martin
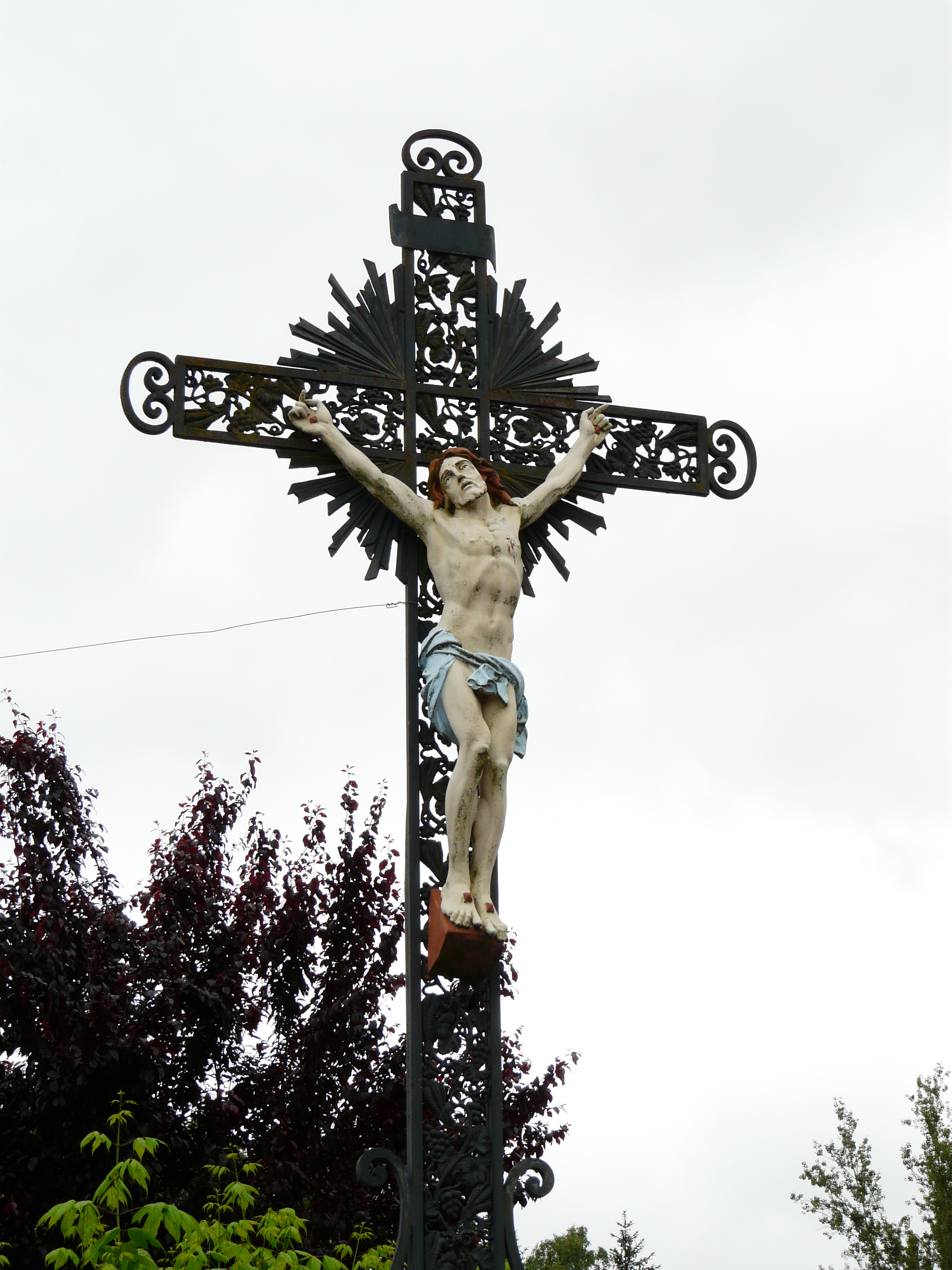
Calvaire